# Олександр Рюстов
Олександр Рюстов, також Александр Рюстов (нім. Alexander Rüstow, 8 квітня 1885, Вісбаден — 30 липня 1963, Гайдельберг) — німецький економіст, соціолог, історик, один з провідних теоретиків соціально-орієнтованої ринкової економіки та ордолібералізму. Автор терміна «неолібералізм».

## Біографія
Представник старої прусської військової сім'ї. Навчався в гімназії Бісмарка під Берліном (нині гімназія Гете в Шарлоттенбург-Вільмерсдорф). З 1903 року вивчав математику, фізику, філософію, право і політекономіку в університетах Геттінгена, Мюнхена і Берліна. Був в числі учнів Леонарда Нельсона. У 1908 році представив свою роботу «Der Lügner. Theorie, Geschichte und Auflösung des Russelschen Paradoxons (Брехун. Теорія, історія і рішення парадоксу Рассела)».
У 1908—1911 працював керівником відділу у видавництві BG Teubner в Лейпцигу. Завжди цікавився авангардними течіями в мистецтві і новими напрямками в психології. У 1911 році підготувався до захисту з теорії стародавнього філософа Парменіда Елейского, але початок Першої світової війни перервало розпочату роботу.
Добровольцем брав участь у Великій війні. За час війни був нагороджений Залізними хрестами 2-го і 1-го класу і лицарським хрестом Королівського ордену Будинку Гогенцоллернів з мечами. У 1918 році захопився соціалістичними ідеями і з натхненням прийняв листопадову революцію в Німеччині.
З 1918 працював в міністерстві промисловості референтом у справах націоналізації вугільної промисловості Рурського регіону. Але з часом став критичніше ставиться до соціалістичних ідей і в 1924 пішов з міністерства.
Після приходу до влади фашистів в 1933 році емігрував з Німеччини і зайняв пост професора економічної географії і економічної історії в Стамбульському університеті. Саме тут він написав свою головну працю «Ortsbestimmung der Gegenwart».
Повернувся на батьківщину в 1949 році. З 1950 читав лекції в Гайдельберзькому університеті. Пізніше керував інститутом Альфреда Вебера (Alfred-Weber-Institut), був головою Німецького об'єднання політичних наук (Deutsche Vereinigung für Politische Wissenschaft), членом редакції журналу «Frankfurter Allgemeine Zeitung» та інше.

## Наукова діяльність
О. Рюстов вважав реалізацію політики вільної конкуренції причиною того, що монополії отримали великий вплив в економічному житті розвинутих країн. Засуджував форми капіталістичної конкуренції, що встановилися в кінці XIX століття, пов'язуючи її пороки з недостатнім впливом держави на економіку. На його думку, тільки держава може забезпечити розвиток дійсно вільного господарства.
Підкреслював небезпеки, що загрожують капіталізму в тому випадку, якщо буде зроблена ставка тільки на стихійний механізм конкуренції. Як неоліберал, закликав до енергійних заходів з боку держави. У роботах О. Рюстова містяться тривожні висловлювання з питання про перспективи розвитку капіталістичного суспільства.

## Вибрані праці
- Der Lügner. Theorie, Geschichte und Auflösung des Russellschen Paradoxons , Erlangen, 1910
- Schutzzoll oder Freihandel?, 1925 (Митний захист або вільна торгівля?).
- Das Für und Wider der Schutzzollpolitik, 1925 (За і проти політики митного захисту).
- Das Versagen des Wirtschaftsliberalismus, 1945,
- Zwischen Kapitalismus und Kommunismus, 1949.
  - Рюстов О. Між капіталізмом і комунізмом. // Концепція господарського порядку. Вчення ордолібералізму / Общ. ред. К. Херрманна-Піллата. — М .: Фонд «За економічну грамотність», 1997. — С. 62-114.
- Ortsbestimmung der Gegenwart. Eine universalgeschichtliche Kulturkritik , Т. 1-3, 1950—1957: т. 1: Ursprung der Herrschaft, т. 2: Weg der Freiheit, т. 3: Herrschaft oder Freiheit?
- Wirtschaft und Kultursystem, 1955 (Промисловість та культура).
- Die Kehrseite des Wirtschaftswunders, 1961 (Зворотний бік промислового дива).